# Lüdenscheid
Lüdenscheid település Németországban, azon belül Észak-Rajna-Vesztfália tartományban. Lakosainak száma 71 463 fő (2023. december 31.). Lüdenscheid Kierspe, Halver és Schalksmühle községekkel határos.

## Fekvése
Hagentől délkeletre fekvő település.

## Története

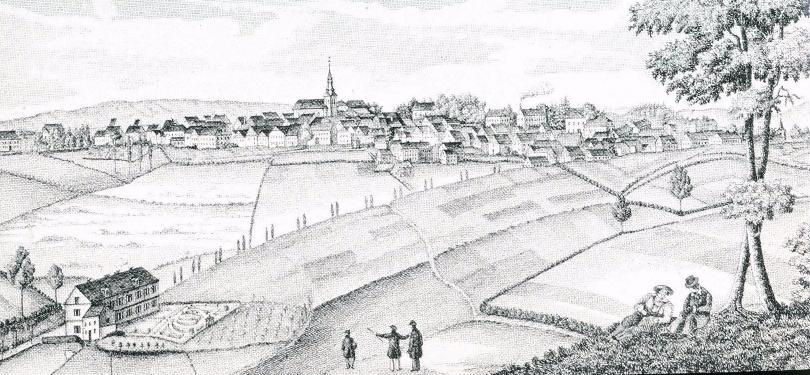
Lüdenscheid egy régi rajzon

Lüdenscheid és környéke már a neolitikum alatt is lakott helynek számított, az itt felszínre került leletek tanúsága szerint. Maga Lüdenscheid azonban valószínűleg csak a 9. században jött létre, mint egy szász település, melyen egy katonai út vezetett keresztül és valószínűleg már a 9. században felállították a Megváltó mai egyházának első elődjét is. A helyet először 1067-ben említették egy dokumentumban, amikor a falu tized részét átruházták az újonnan alapított Köln-i Szent Georg apátságra.1114-ben V. Heinrich császár vár (castrum munitissimum imperatoris) építéséhez kezdett Lüdenscheidben, melyet ár 1115-ben az egy év elteltével Friedrich von Arnsberg elpusztított. A kis létesítmény helyét a mai óvárosi térség területén feltételezik.

## Nevezetességek
- Vizivár
- Evangélikus templom
- Vasúti múzeum

## Galéria

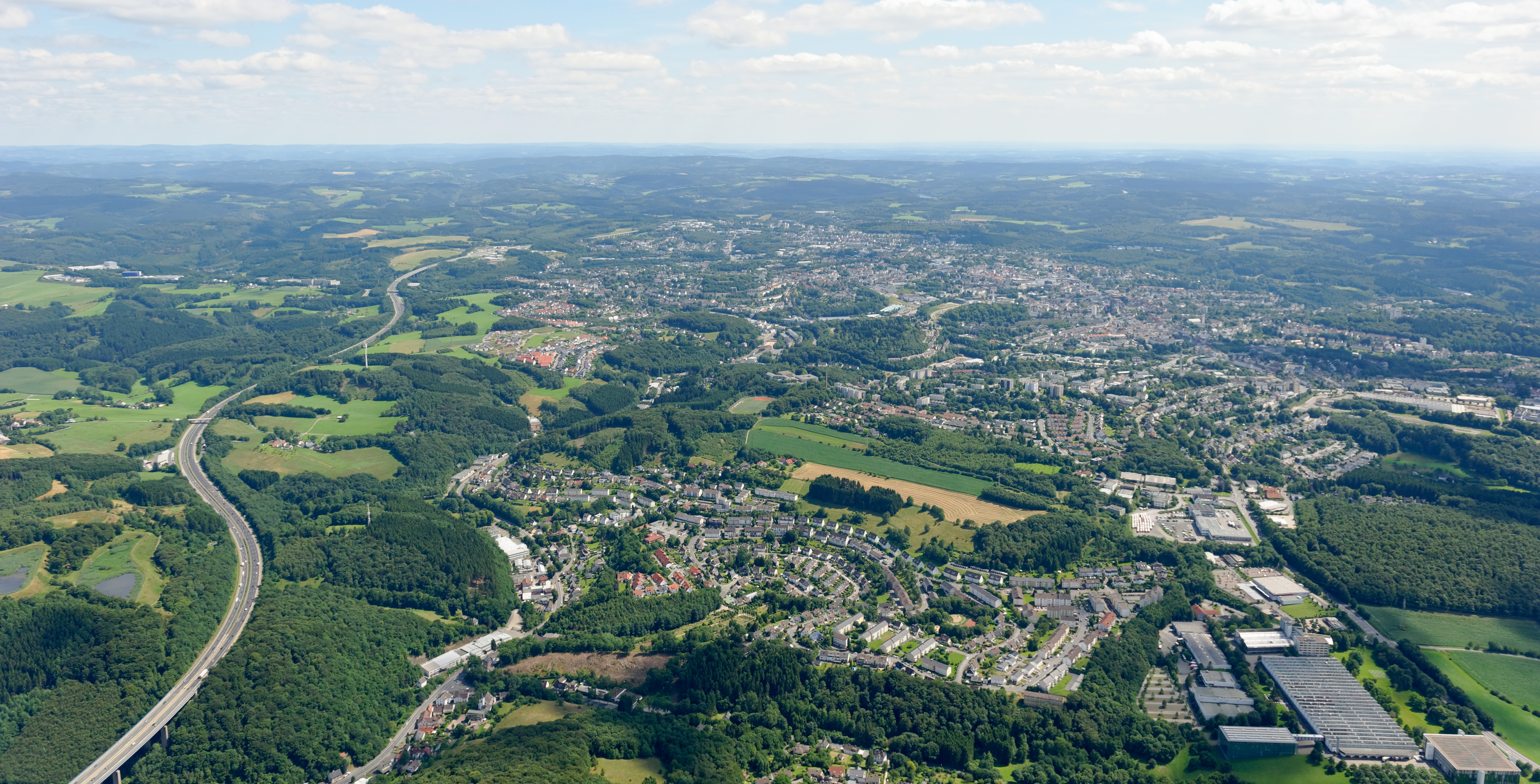
Lüdenscheid, légifelvétel
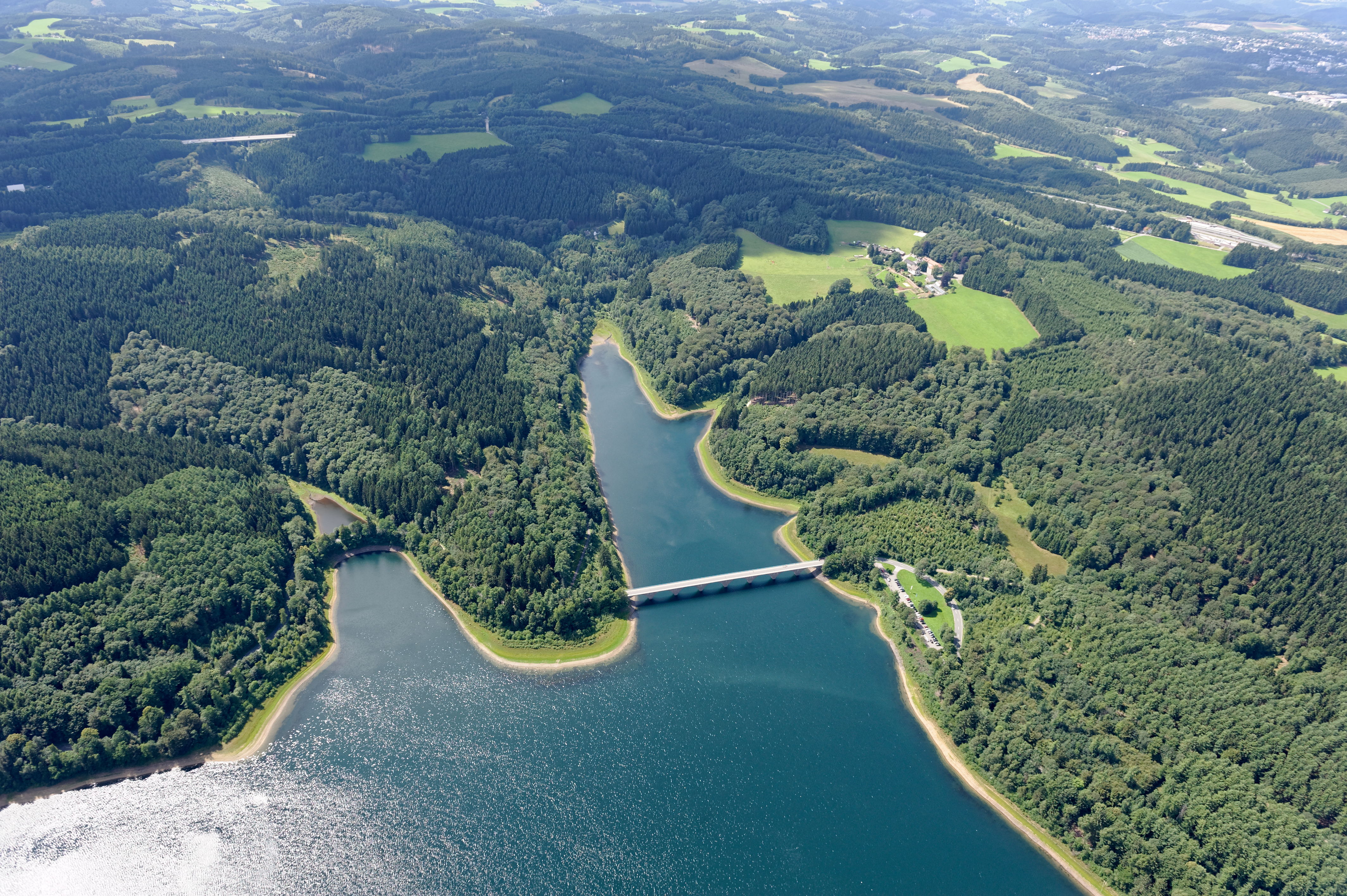
A település környéke légifelvételről
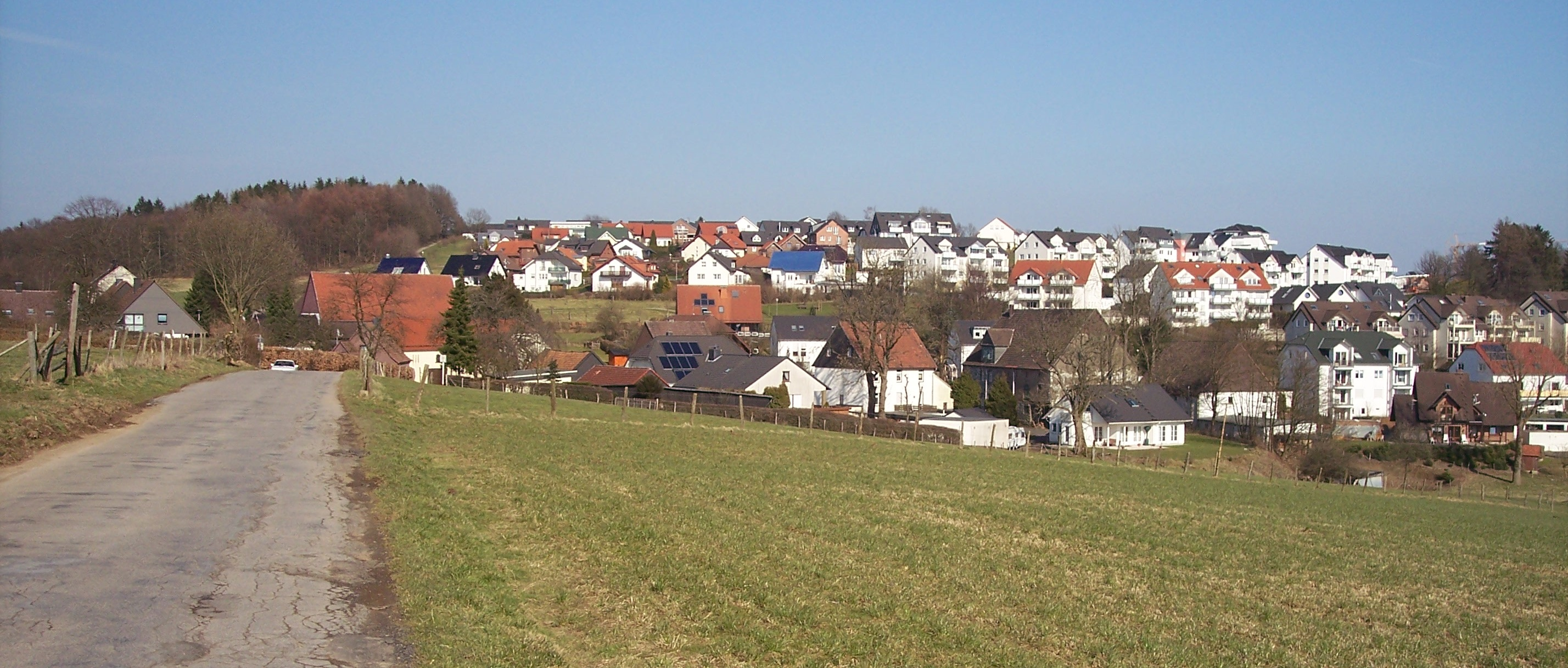
Lüdenscheid, látkép
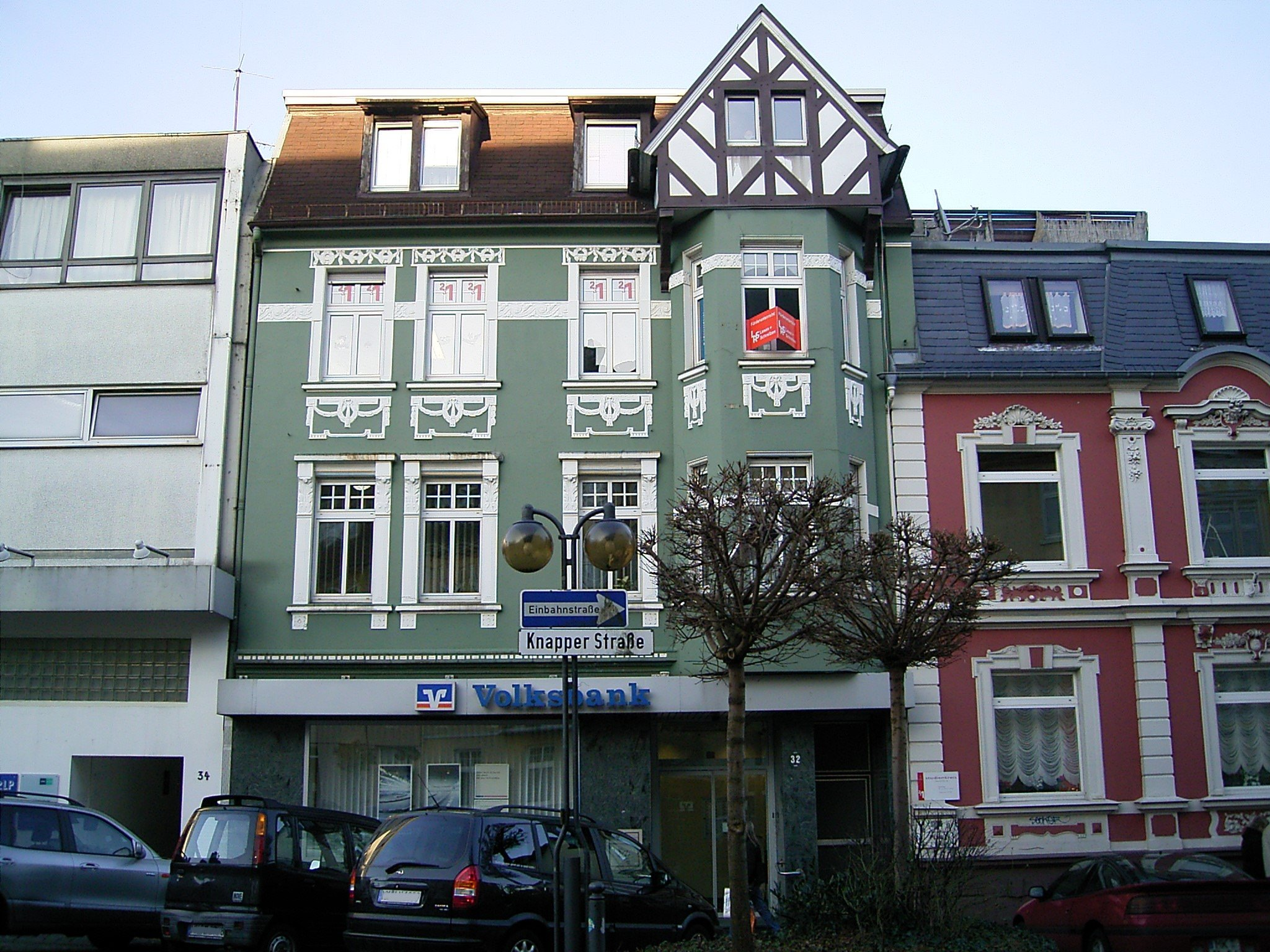
Lündenscheid, részlet
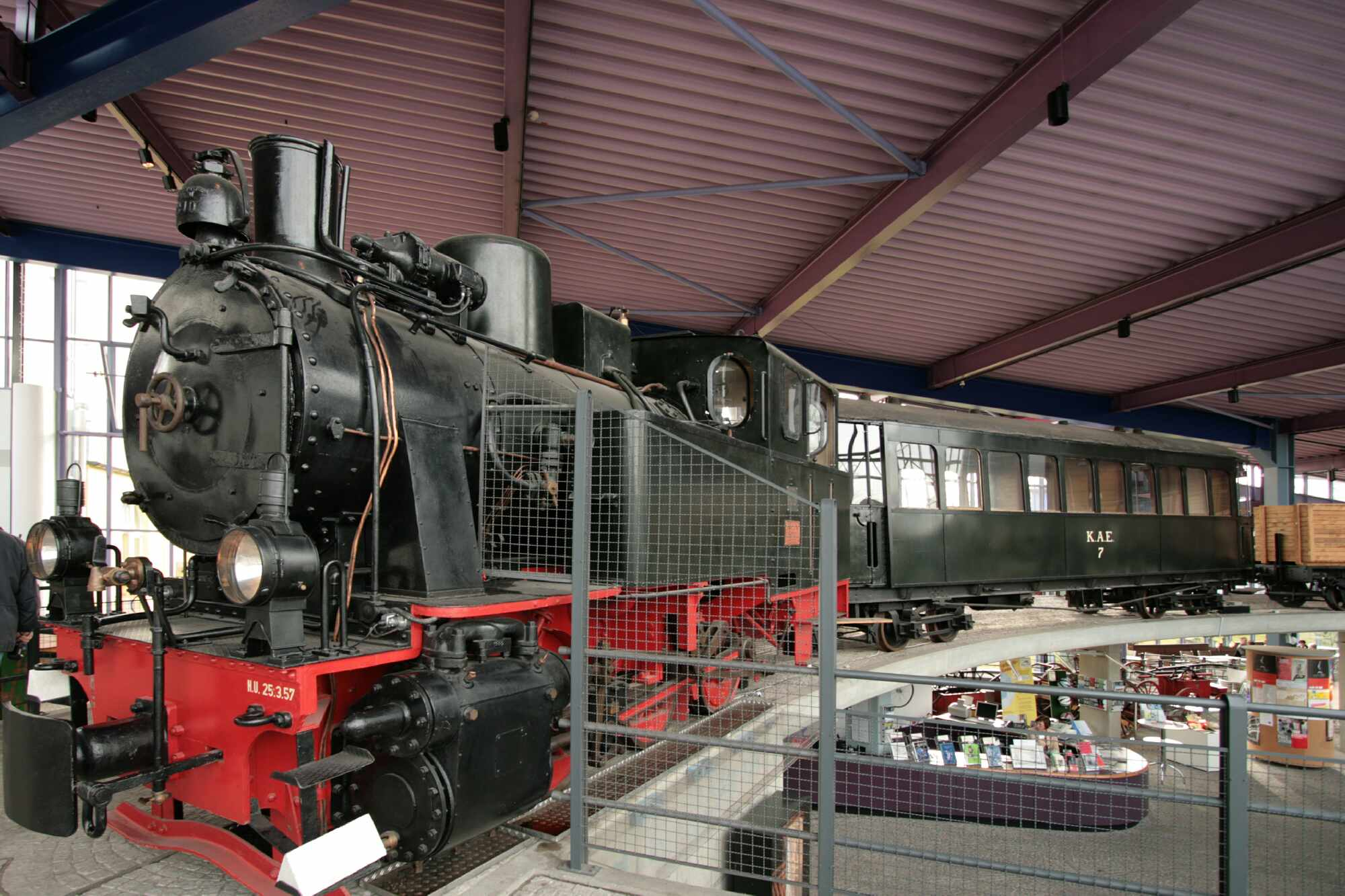
Múzeum
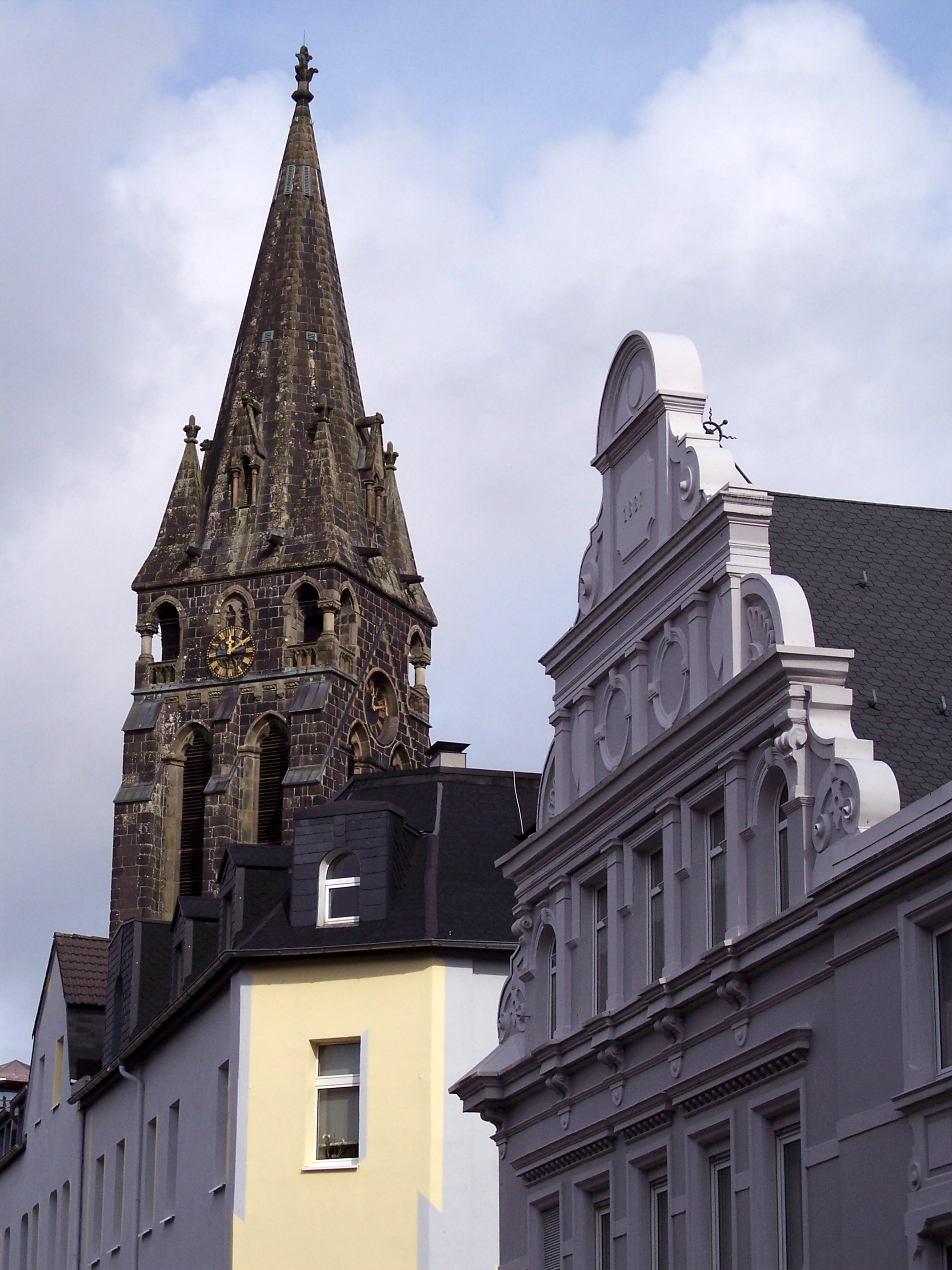
Evangélikus templom

## Népesség
A település népességének változása:
| Lakosok száma | 76 213 | 72 894 | 72 611 | 71 230 | 71 865 | 71 463 |
|               | 1975   | 2017   | 2019   | 2021   | 2022   | 2023   |